# Noemfoor
Numfor (também Numfoor, Noemfoor, Noemfoer)  é uma das ilhas do arquipélago Schouten (agora chamado Ilhas Biak), a norte da Baía Cenderawasih e da Nova Guiné. Está rodeada por recifes de coral.
Foi durante a Segunda Guerra Mundial uma importante base aérea e também palco da importante e decisiva Batalha de Noemfoor (Julho e Agosto de 1944) na qual as forças norte-americanas derrotaram os japoneses, que tinham invadido a ilha em 1943 para construir pistas de aviação com recurso do trabalho escravo dos indonésios.